# Ascidiidae
Ascidiidae — rodzina żachw z rzędu Enterogona, podrzędu Phlebobranchia.
Do rodziny należą następujące rodzaje:
- Ascidia Linnaeus, 1767
- Ascidiella Roule, 1884
- Psammascidia F. Monniot, 1962